# Ismail Hanieh
Ismail Hanieh (în arabă إسماعيل هنية; n. 29 ianuarie 1962, Al-Shati refugee camp⁠(d), Fâșia Gaza, Palestina – d. 31 iulie 2024, Teheran, Iran) a fost un politician palestinian, lider al organizației islamiste Hamas.
Născut într-o tabără de refugiați palestinieni din Fâșia Gaza, Hanieh a devenit membru Hamas încă din studenție, ocupând treptat funcții tot mai importante în organizație.
După ce Hamas a câștigat alegerile palestiniene din 2006, Hanieh a devenit Prim-ministrul Palestinei. Acesta a fost demis de președintele Mahmud Abbas în 2007, după ce Hamas a preluat puterea în Gaza prin forță militară. Hanieh nu a recunoscut actul lui Abbas, și a continuat să conducă Fâșia Gaza, în timp ce Autoritatea Națională Palestiniană conduce Cisiordania. Sub conducerea lui Hanieh și a Hamas, Fâșia Gaza a devenit una dintre cele mai sărace și subdezvoltate regiuni din lume. Regimul său a fost acuzat de corupție încălcări ale drepturilor omului.

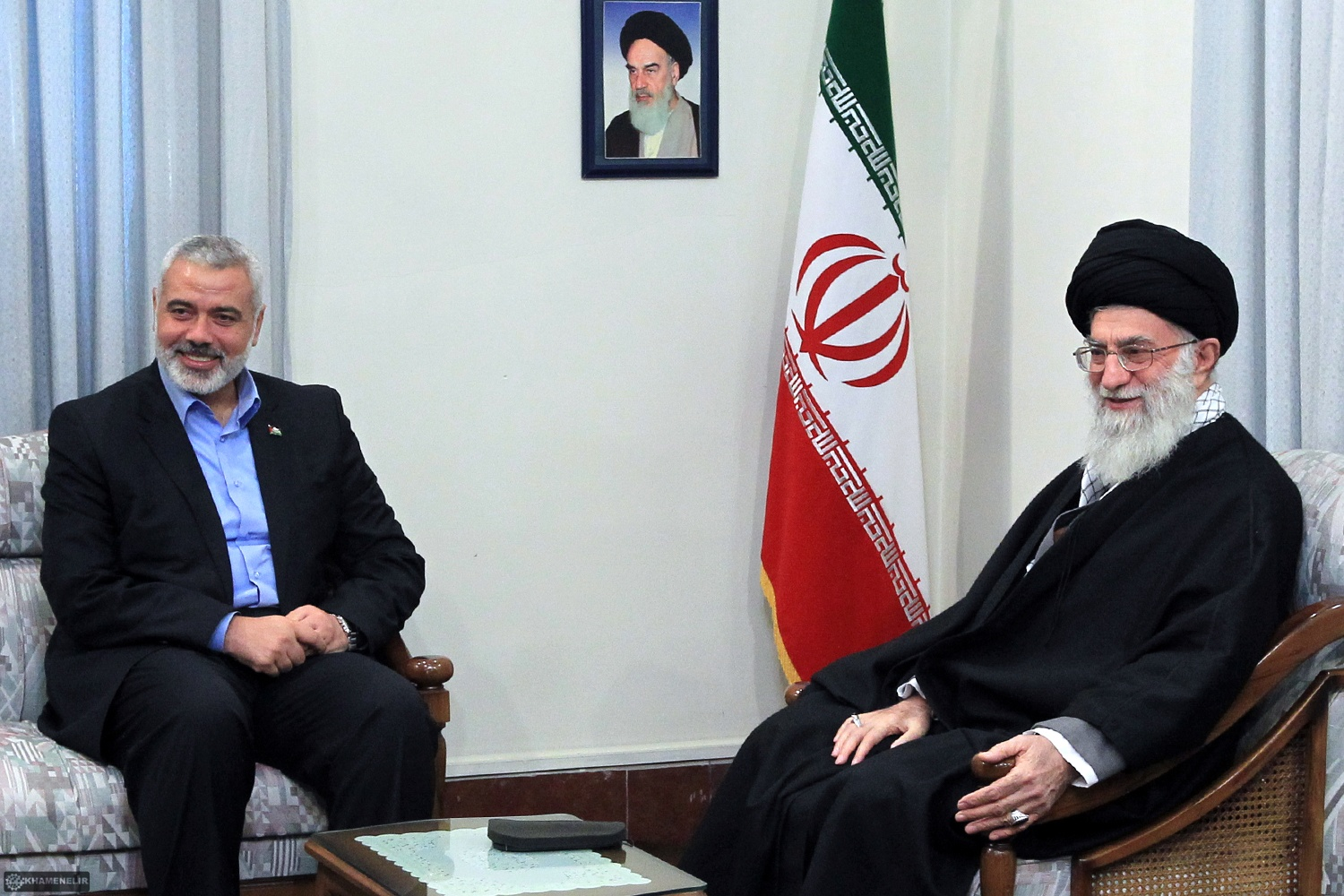
Ismail Hanieh și liderul suprem al Iranului, Ali Khamenei

În ultimii ani Hanieh a locuit în Qatar, unde a dus un stil de viață de lux. Averea sa a fost estimată între 2.5 și 4 miliarde dolari americani. În timpul războiului Israel-Hamas din 2023-2024, Armata Israeliană a capturat bonuri ale lui Hanieh pentru bijuterii ce valorau sute de mii de dolari.
Hanieh s-a opus păcii sau oricăror negocieri cu Israelul. De asemenea, a condamnat la vremea ei uciderea lui Osama bin Laden de către armata Statelor Unite.